# Aragatsotn

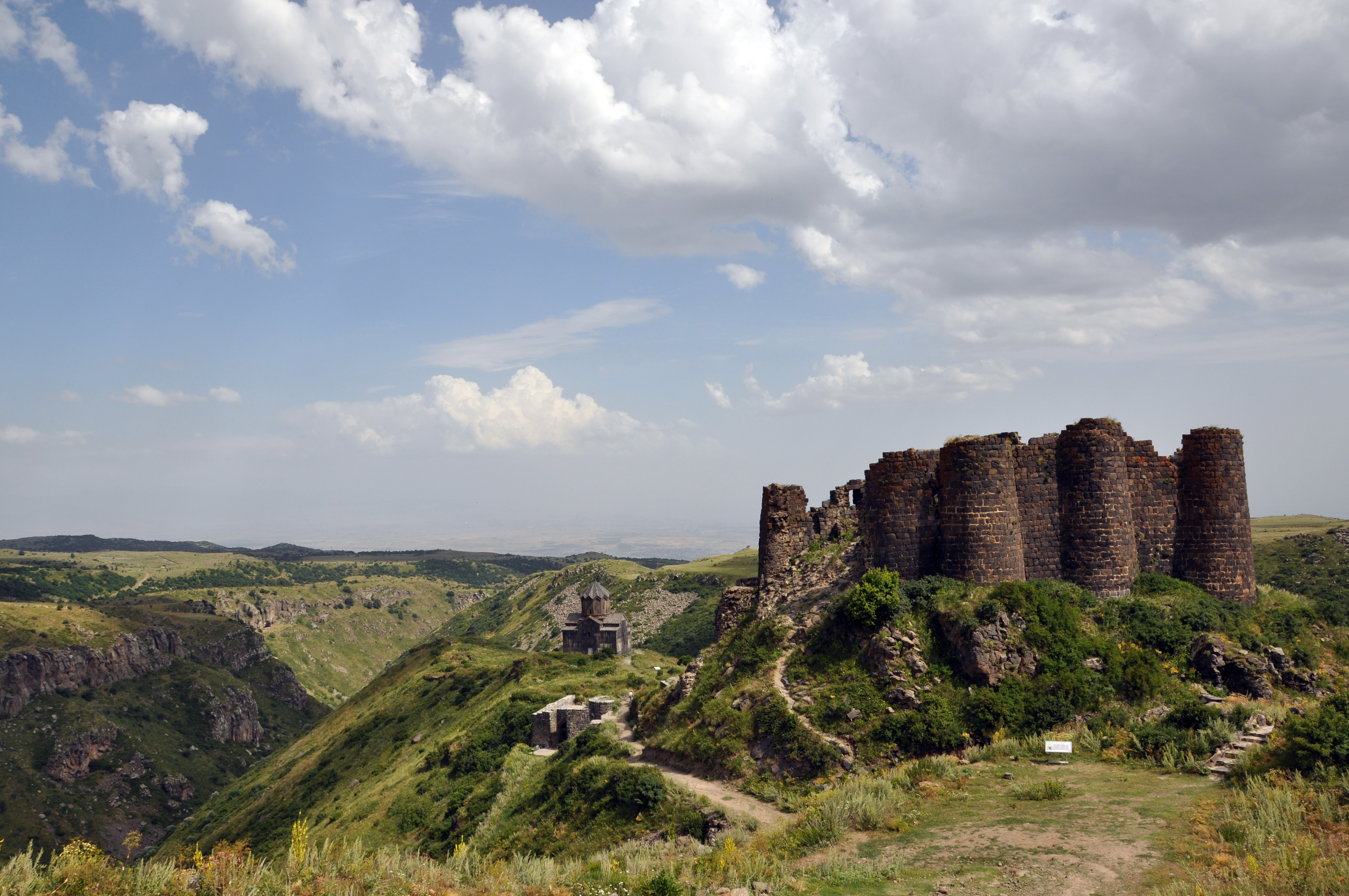
Kasteel Amberd

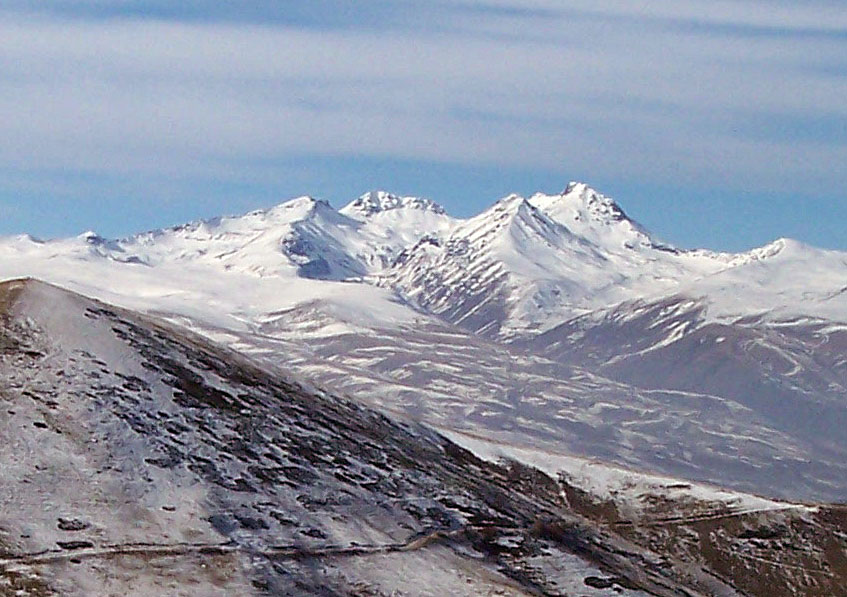
Aragats

Aragatsotn (Armeens: Արագածոտն; [ɑɾɑɡɑˈt͡sɔtən]ⓘ) is een van de provincies (marz) van Armenië. Het ligt in het westen van het land met als hoofdstad Asjtarak. De naam betekent "een voet van de Aragats", (de hoogste berg van de Republiek Armenië. De stad Aparan wordt gekenschetst in veel grapjes waarin de inwoners worden afgeschilderd als dom.
Aragatsotn grenst in het westen met Turkije, terwijl het aan de andere zijden grenst aan de volgende provincies:
- Sjirak - noorden
- Lori - noordoosten
- Kotajk - oosten
- Armavir - zuiden

Aragatsotn grenst ook voor een klein stukje aan Jerevan in het zuidwesten.

## Demografie
Aragatsotn telt ongeveer 128.500 inwoners in 2016, waarvan 28.300 in stedelijke nederzettingen en 100.200 in dorpen op het platteland. In 2012 woonden er nog ongeveer 133.000 inwoners en in 2001 nog 138.300 inwoners.
De meeste inwoners zijn Armeniërs (94.4 procent), gevolgd door Jezidi's (4.6 procent). 
Het geboortecijfer bedraagt 13,4‰ in 2016. Het sterftecijfer bedraagt 9,0‰ in dezelfde periode. De natuurlijke bevolkingstoename bedraagt ongeveer +4,5‰. Toch daalt de bevolking vanwege emigratie.

## Gemeenten
The provincie bestaat uit 114 gemeenten (hamaynkner), waarvan 3 worden beschouwd als stad (vet afgebeeld) en 111 landelijke gemeenten. De tabel is opgedeeld per rajon, de bestuurlijke indeling van Armenië voor 1995.
| Ashtarak | Aparan | Aragats | Talin |
| --- | --- | --- | --- |
| 1. Agarak 2. Achtsk 3. Antaroet 4. Aragatsotn 5. Artasjavan 6. Aroetsj 7. Asjtarak 8. Avan 9. Bazmachpjoer 10. Bjoerakan 11. Dprevank 12. Chazaravan 13. Karbi 14. Kosj 15. Lernarot 16. Nor Amanos 17. Nor Jedesia 18. OGanavan 19. Orgov 20. Osjakan 21. Parpi 22. Sagmosavan 23. Sasoenik 24. Sjamiram 25. Teger 26. Oedzjan 27. Oesji 28. Verin Sasoenik 29. Voskeat 30. Voskevaz | 1. Aparan 2. Apnagjoeg 3. Ara 4. Aragats 5. Tsjknach 6. Dzoragjoech 7. Artavan 8. Dzjrambar 9. Koetsjak 10. Lusagjoech 11. Moelki 12. Nigavan 13. Norasjen 14. Saralandzj 15. Sjenavan 16. Tsachkasjen 17. Ttoedzjoer 18. Vardenis 19. Vardenoet 20. Jechipatroesj 21. Jerindzjatap | 1. Alagjaz 2. Amre Taza 3. Avsjen 4. Berkarat 5. Derek 6. Gechadir 7. Gechadzor 8. Gecharot 9. Chnaberd 10. Dzjamoesjloe 11. Lernapar 12. Melikgjoech 13. Mirak 14. Norasjen 15. Ortatsja 16. Rja Taza 17. Sangjar 18. Sjenkani 19. Sipan 20. Tsachkaovit 21. Tsilkar 22. Vardabloer | 1. Agarak 2. Akoenk 3. Aragats 4. Areg 5. Arteni 6. Asjnak 7. Avtona 8. Barozj 9. Bajsz 10. Dasjtadem 11. Davtasjen 12. Dian 13. Garnaovit 14. Getap 15. Chabachtapa 16. Gjalto 17. Akko 18. Atsasjen 19. Irind 20. Kakavadzor 21. Karmrasjen 22. Katnachpjoer 23. Loesakn 24. Mastara 25. Nerkin Bazmaberd 26. Nerkin Sasoenasjen 27. Nor Artik 28. Partizak 29. Sjgarsjik 30. Sorik 31. Soeser 32. Talin 33. Tlik 34. Tsachkasar 35. Tsamakasar 36. Verin Bazmaberd 37. Verin Sasoenasjen 38. Vosketas 39. Jegnik 40. Zarindzja 41. Zovasar |